# Ambrogio Clerici
Ambrogio Clerici (Costa de' Nobili, 18 novembre 1868 – Milano, 19 luglio 1955) è stato un generale e politico italiano.
Figlio di Domenico e di Cleofe Ticozzi, intraprese la carriera militare diplomandosi all'Accademia Militare di Modena il 2 ottobre 1885. Prese in seguito parte alla prima guerra mondiale.
Divenuto aiutante di campo dell'allora principe ereditario Umberto di Savoia nel 1926, accompagnò il principe di Piemonte nel 1929 a Bruxelles per incontrare la promessa sposa, la principessa Maria José. Nel 1939 venne nominato senatore del Regno. Durante questo periodo di lavoro fu Sottosegretario di Stato al Ministero della guerra (3 luglio 1924 - 4 maggio 1925), membro della Commissione delle Forze Armate (23 gennaio 1940 - 5 agosto 1943) e membro della Commissione dell'Alta Corte di Giustizia (16 aprile 1941 - 5 agosto 1943).
Decadde nel 1944 dalla carica di senatore perché accusato di collaborazionismo col regime fascista, nel 1949 venne eletto primo sindaco nel comune di Zeccone presso Pavia.